# Nowy Czachulec
Nowy Czachulec – wieś w Polsce położona w województwie wielkopolskim, w powiecie tureckim, w gminie Kawęczyn.
W latach 1975–1998 miejscowość administracyjnie należała do województwa konińskiego.
W latach 1941–1942 wieś była siedzibą władz getta wiejskiego Czachulec.